# 17 Virginis
17 Virginis (17 Vir / HD 107705 / HR 4708) es una estrella en la constelación de Virgo de magnitud aparente +6,46, por lo que solo es visible a simple vista con buenas condiciones de visibilidad. Se encuentra a 97 años luz del sistema solar.
17 Virginis es una estrella binaria cuya componente principal es una enana amarilla de tipo espectral F8V. Con una temperatura de 6250 K es unos 470 K más caliente que el Sol; es también más luminosa, aproximadamente el doble que el Sol, siendo su radio un 20% más grande que el radio solar. Su masa es de aproximadamente 1,22 masas solares. Es una estrella de características semejantes a HD 179949 o 94 Ceti, esta última también binaria. A diferencia de estas dos estrellas, no se ha detectado hasta la fecha ningún planeta extrasolar en torno a 17 Virginis.
La componente secundaria del sistema es una enana naranja de tipo espectral K5V y magnitud +9,2, con una masa estimada del 75% de la masa solar. Es una estrella similar a otras estrellas más cercanas como 61 Cygni A o Épsilon Indi A, pudiendo ser una estrella variable. Visualmente a 20 segundos de arco de la estrella primaria, la separación real entre las dos componentes del sistema es de unas 775 UA, sin que se conozca la excentricidad de la órbita.
El sistema tiene una metalicidad —abundancia relativa de elementos más pesados que el helio— muy parecida a la del Sol ([Fe/H] = + 0,04) y su edad se estima en 2500 millones de años.